# Medida regular de Borel
En matemáticas, una medida exterior μ en el espacio euclidiano de n dimensiones Rn se denomina medida regular de Borel si se cumplen las dos condiciones siguientes:
- Cada conjunto de Borel B ⊆ R n es μ -medible en el sentido del criterio de Carathéodory: para cada A ⊆ Rn

{\displaystyle \mu (A)=\mu (A\cap B)+\mu (A\setminus B).}
- Para cada conjunto A ⊆ Rn existe un conjunto Borel B ⊆ Rn tal que A ⊆ B y μ (A) = μ(B).

Tenga en cuenta que el conjunto A no necesita ser μ -medible: sin embargo, μ (A) está bien definido ya que μ es una medida externa. Una medida exterior que satisface sólo el primero de estos dos requisitos se denomina medida de Borel, mientras que una medida exterior que satisface sólo el segundo requisito (con el conjunto B de Borel sustituido por un conjunto B medible) se denomina medida regular.
La medida exterior de Lebesgue en Rn es un ejemplo de medida regular de Borel.
Se puede demostrar que una medida regular de Borel, aunque se introduce aquí como una medida externa (solo subaditiva contablemente), se convierte en una medida completa (aditiva contablemente) si se restringe a los conjuntos de Borel.